# Nychiodes elbursica
Nychiodes elbursica là một loài bướm đêm trong họ Geometridae.